# William King
William King (* 7. prosince 1959, Stranraer, Skotsko, Spojené království) je britský spisovatel působící v žánru science-fiction a fantasy.
Jeho povídky se objevily v sbornících The Year's Best SF, Zenith a časopisech White Dwarf a Interzone. Jde o autora cyklu o Gotrekovi a Felixovi ze světa Warhammeru a autorem série Hvězdný vlk ze světa Warhammer 40 000. Intenzivně cestuje po Evropě a Asii. Aktuálně žije s manželkou Radkou v Praze.
Z cyklu o Gotrekovi a Felixovi ze světa Warhammeru zatím vyšlo česky 9 knih (další 2 jsou momentálně překládány), ze světa Warhammer 40 000 4 knihy. V Ikarii mu vyšla povídka Visiting the Dead, v Pevnosti (7/2005) Strážce úsvitu. Pohybuje se kolem her na hrdiny a většina jeho románů se odehrává ve světě různých herních systémů. Výjimkou je Terraršká tetralogie a 3 samostatné romány (viz níže).
V současnosti pracuje na trilogii Tirion & Teclis, ve které se vrací do světa Warhammeru, nikoliv však k příběhům Felixe a Gotreka, ale konfliktu mezi elfy.